# Armando Calvo
Armando Calvo (San Juan, 25 dicembre 1919 – Città del Messico, 6 luglio 1996) è stato un attore spagnolo.

## Biografia
Nato in Porto Rico, durante una tournée del padre, l'attore Juan Calvo Domenech, era fratello dell'attore Manuel Calvo Abad. Rientrò in Spagna al termine dell'attività paterna e crebbe nell'ambiente teatrale frequentato dal genitore. La sua carriera proseguì in questo ambito fino al successo ottenuto dalla sua interpretazione nel film Lo scandalo del 1943, diretto da José Luis Sáenz de Heredia. In quegli anni Calvo fu insieme a Fernando Rey l'attore di maggiore successo in lingua spagnola. In seguito l'attore lavorò nel suo Paese natale, in Italia e in Messico, paese in cui si trasferì negli anni ottanta, e dove trascorse in povertà gli ultimi anni della sua vita.

## Vita privata
Sposato due volte, ebbe nove figli dalla seconda moglie.

## Filmografia

### Cinema
- Lo scandalo (El escándalo), regia di José Luis Sáenz de Heredia, (1943)
- Bel Ami, regia di Antonio Momplet, (1947)
- I ladri, regia di Lucio Fulci, (1959)
- Il segno di Zorro, regia di Mario Caiano, (1963)
- Una bara per lo sceriffo, regia di Mario Caiano, (1965)
- Kriminal, regia di Umberto Lenzi, (1966)
- Ringo, il volto della vendetta, regia di Mario Caiano, (1966)
- Due croci a Danger Pass (Dos cruces en Danger Pass), regia di Rafael Romero Marchent, (1967)
- Ringo, il cavaliere solitario (Dos hombres van a morir), regia di Rafael Romero Marchent, (1968)
- Satanik, regia di Piero Vivarelli, (1968)
- Tutto per tutto, regia di Umberto Lenzi, (1968)
- Il corsaro, regia di Antonio Mollica, (1970)

### Televisione
- Rosa selvaggia (Rosa salvaje), (1987)